# Batoria
Batoria jest korporacją akademicką powstałą w Wilnie 22 marca 1922 roku. 
Barwy: niebieska-biała-złota
Herb: w tarczy dwudzielnej w słup, w polu prawym, czerwonym - wilcze kły (godło rodu Batorych), w polu lewym - trzy pasy skośne: niebieski, biały i żółty, na nich cyrkiel korporacji.
Dewiza: Scientia - Patria - Honor (Nauka - Ojczyzna - Honor)
Kartele: K!Lechia
W grudniu 2002 została reaktywowana w Toruniu przy Uniwersytecie Mikołaja Kopernika pod opieką kartelowej K!Lechia.
Obecnie działa tylko Koło Filistrów K! Batoria